# Большебрусянское
Большебруся́нское — село в Белоярском районе Свердловской области России. Входит в Белоярский муниципальный округ.
Ранее было центром Большебрусянского сельсовета Белоярского района.

## Географическое положение
Село Большебрусянское расположено в 17 километрах (по автотрассе в 21 километре) к юго-западу от посёлка Белоярского, на обоих берегах реки Брусянки (левом притоке реки Исети). Через село проходит автодорога Екатеринбург — Каменск-Уральский. В южных окрестностях села остановочные пункты Большие Брусяны и 49 км железнодорожной ветки Екатеринбург — Курган. В северной части села расположен небольшой пруд.

## История
Поселение основали в 1690 году выходцы из села Думного Костромской земли братья Сидор, Прохиндей, Степан и Мефодий Старицыны с семьями. Занимались охотой, рыболовством и земледелием. Село было названо по имени речки Брусянки, заросшей кустарником и богатой рыбой.
С начала XVIII века крестьяне Больших Брусян были приписаны к Уктусскому и Невьянскому заводам. В 1724—1725 годах они принимали участие в строительстве Екатеринбургского завода.
Большебрусянский огнеупорный камень-песчаник использовался для строительства домен на заводах Демидовых в Невьянске, Алапаевске, Нижнем Тагиле и Кыштыме. Он шёл для внутренней отделки домен и их облицовки. В 1776 году под Большими Брусянами в районе Пьяного бора (сосновый бор, в котором якобы секретно выделывалось вино) были открыты залежи железной руды, которая поставлялась в Екатеринбург. Шахты просуществовали до 1917 года, когда добыча руды прекратилась. В окрестностях добывалась много камня для карнизов каменных зданий, фундаментов и настилки пола в оградах, — всё поставлялось в Екатеринбург. Также разные пески, чугунная руда, камень наждак, черный и весьма крепкий, который шёл на заводы и там перерабатывается на ценную краску. В окрестностях работали две фабрики купца Жирякова для выделки полотна для мешков и несколько крупчатных мельниц.
В 1730—1740 годах крестьяне были доведены до отчаяния неурожаями и голодом и вследствие этого оказывали неповиновение властям. В 1774 году они поддержали белоярского старосту Федота Кочнева, ставшего пугачевским полковником, в создании тысячного отряда, выступившего против отряда из Екатеринбурга. Местные пугачевцы были разгромлены и понесли жестокие наказания.
В 1837 году в Больших Брусянах построена земская начальная школа с 4-классным образованием.
В начале 1881 года большая часть трактовой улицы выгорела в результате сильного пожара. На сходе было принято решение о постройке улицы вновь, южнее тракта, которые впоследствии дали начало деревне Полетаевой, впоследствии ставшей частью Больших Брусян (улицы 1 мая и Кирова). Теперь[когда?]

 в селе 27 улиц.
В 1881 году началась постройка Большебрусянской больницы, первой земской больницы на Урале. В то время она имела терапевтическое, хирургическое, инфекционное отделения. Были проведены водопровод, канализация, работали баня и прачечная. Земские врачи того времени до 1917 года: А. Ф. Закожурников, В. П. Просвирнин, Н. А. Зеленцов, Н. К. Баженов и другие. Сохранившийся надгробный памятник акушерке Е. С. Уваровой, по предложению краеведческого музея, был перенесен на территорию больницы. С 1897 по 1909 год в больнице трудился заслуженный врач республики профессор Л. В. Лепешинский.
В начале XX века в селе был создан первый марксистский кружок, пропагандистами которого выступили владелец механической мастерской А. И. Костромин и братья Клепиковы. После установления Советской власти был учреждён сельский совет, который располагался в доме купца-мецената М. В. Котова. Его усадьба была построена на берегу Брусянки и выходила на Каменский тракт. Выходцы из большебрусянского крестьянства А. А. Лямпасов и Г. С. Расковалов руководили Баженовскими (Белоярскими) отделами ВКП(б) и депутатов трудящихся в 1920-е годы.
После окончания Гражданской войны жители села принимали участие в создании Логиновской МТС. В 1931 году был создан первый колхоз «Трудпрогресс».
В грозном 1941 году в первые дни Великой Отечественной войны добровольцами ушли на фронт 135 человек и ещё 420 в последующие годы. С полей сражений не вернулись 115 человек. Их имена высечены на мраморном обелиске, возле которого ежегодно 9 мая и 22 июня проводятся митинги.
В послевоенное время проводились радио- и электрификация села.
По решению облсовета в 1957 году из колхозов им. Буденного, им. Свердлова, «Активист» и Логиновской МТС был образован совхоз «Логиновский» с центром в селе Большие Брусяны. Его первый директор А. Ф. Ключников впоследствии работал генеральным директором облтреста «Скотопром», награждён 3 орденами, стал персональным пенсионером республиканского значения. Он передал в Большебрусянскую сельскую библиотеку около 2000 книг, 214 экспонатов и 1637 документов в историко-краеведческий музей.

## Историко-краеведческий музей
В 1985 году к 40-летию Победы в Великой Отечественной войне для сохранения памятной информации и предметов старины в селе был создан муниципальный историко-краеведческий музей.

## Вознесенская церковь
Силами прихожан в 1690—1700 годах была построена деревянная часовня. Затем на средства прихожан был построен деревянный храм, который в 1722 году был освящён во имя Вознесения Господня архиепископом Тобольским Антонием. В 1808 году в селе был заложен новый каменный храм на месте прежнего по благословению Иустина, Епископа Пермского, в присутствии священника Екатеринбургского Духовного Правления Антония Брызгалова. В этот каменный храм были перенесены потолки и полы из прежнего деревянного. В 1819 году был освящён присутствующим Екатеринбургского духовного правления священником Иоанном Сильверстовым как храм-памятник во имя Вознесения Господня в честь победы над Наполеоном.
В 1930-х годах церковь была закрыта. В советское время в помещении церкви располагался клуб, затем промышленный магазин. Полуразрушенное здание было возвращено Русской православной церкви в 1998 году. Под руководством настоятеля Иоанна Лозового началось постепенное восстановление и реконструкция храма. В 2006 году церковь была вновь освящена.

## Население
| 2002 | 2010  | 2021  |
| ---- | ----- | ----- |
| 1697 | ↗1825 | ↘1280 |

## Транспорт
К югу от Большебрусянского проходит железнодорожная ветка Екатеринбург — Каменск-Уральский — Курган. Действуют остановочные пункты Большие Брусяны и 49 км.
По территории села проходит автодорога Екатеринбург — Курган. Ходят автобусы до Южного и Северного автовокзалов Екатеринбурга.